# Estische gemeente

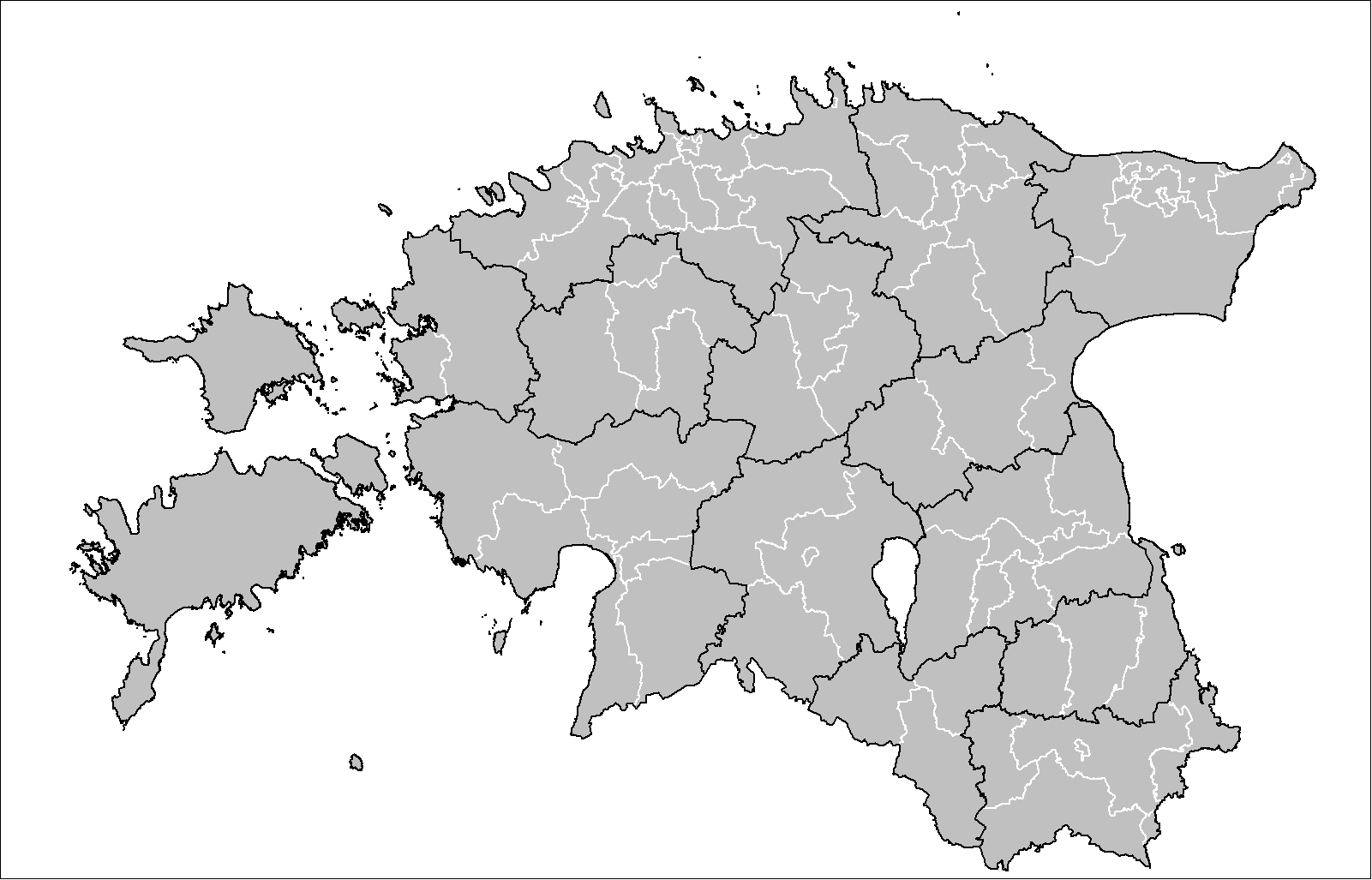
Gemeentegrenzen Estland anno 2017

Een gemeente van Estland (Estisch: omavalitsus) is de kleinste administratieve eenheid van Estland. Er zijn 2 types gemeenten:
- stadsgemeenten (linnad, linn)
- landgemeenten (vallad, vald)

Qua status zijn er geen verschillen tussen deze twee.
Een gemeente in Estland kan meerdere plaatsen omvatten. Sommige gemeenten zijn verdeeld in linnaosa, een soort stadsdelen. Zo kent Tallinn 8 stadsdistricten (Haabersti, Kesklinn, Kristiine, Lasnamäe, Mustamäe, Nõmme, Pirita, Põhja-Tallinn).
In april 1997 bestond Estland uit 254 gemeenten. In december 1999 was het aantal gemeenten teruggebracht tot 247. In oktober 2002 werd door samenvoeging van enkele gemeenten het aantal 241. Na de verkiezingen van 2005 werd er opnieuw een aantal gemeenten samengevoegd, en telde Estland 227 gemeenten, waarvan 32 linnad, en Tallinn. In 2007 waren er 4635 bewoonde plaatsen in de landgemeenten.
Sinds de gemeentelijke herindeling van 2017 heeft Estland 79 gemeenten: 64 landgemeenten en 15 stadsgemeenten. De stadsgemeenten zijn Haapsalu, Keila, Kohtla-Järve, Loksa, Maardu, Narva, Narva-Jõesuu, Paide, Pärnu, Rakvere, Sillamäe, Tallinn, Tartu, Viljandi en Võru.
In 2017 hebben enkele stadsgemeenten, zoals Tartu, Haapsalu en Paide, een aantal dorpen uit de omgeving erbij gekregen. De herindeling maakte ook een eind aan het instituut alevvald: een ‘kleine stad’ (Estisch: alev) die een aparte gemeente vormde. Er waren er in 2017 nog vijf over, die allemaal bij een landgemeente werden gevoegd: Aegviidu (nu onder Anija), Järvakandi (nu onder Kehtna), Kohtla-Nõmme (nu onder Toila), Tootsi (nu onder Põhja-Pärnumaa) en Vändra (nu onder Põhja-Pärnumaa).